# ثنجفور
ثنجفور (بالإنجليزية: Thanjavur)‏ هي مدينة، تتبع ضاحية ثانجافور، هي عاصمة Thanjavur Nayak kingdom ‏، بلغ عدد سكانها 222٬943 نسمة، في 2011، تبلغ مساحتها 36 كيلومتر مربع، رمزها البريدي هو 613001.

## المناخ
يظهر الجدول التالي التغييرات المناخية على مدار السنة لثنجفور:
| البيانات المناخية لـثنجفور        | البيانات المناخية لـثنجفور | البيانات المناخية لـثنجفور | البيانات المناخية لـثنجفور | البيانات المناخية لـثنجفور | البيانات المناخية لـثنجفور | البيانات المناخية لـثنجفور | البيانات المناخية لـثنجفور | البيانات المناخية لـثنجفور | البيانات المناخية لـثنجفور | البيانات المناخية لـثنجفور | البيانات المناخية لـثنجفور | البيانات المناخية لـثنجفور | البيانات المناخية لـثنجفور |
| الشهر                             | يناير                      | فبراير                     | مارس                       | أبريل                      | مايو                       | يونيو                      | يوليو                      | أغسطس                      | سبتمبر                     | أكتوبر                     | نوفمبر                     | ديسمبر                     | المعدل السنوي              |
| --------------------------------- | -------------------------- | -------------------------- | -------------------------- | -------------------------- | -------------------------- | -------------------------- | -------------------------- | -------------------------- | -------------------------- | -------------------------- | -------------------------- | -------------------------- | -------------------------- |
| متوسط درجة الحرارة الكبرى °م (°ف) | 29.2 (84.6)                | 32.0 (89.6)                | 35.0 (95.0)                | 36.3 (97.3)                | 38.1 (100.6)               | 37.5 (99.5)                | 34.6 (94.3)                | 34.1 (93.4)                | 34.0 (93.2)                | 33.0 (91.4)                | 29.4 (84.9)                | 28.3 (82.9)                | 33.5 (92.2)                |
| متوسط درجة الحرارة الصغرى °م (°ف) | 18.2 (64.8)                | 19.2 (66.6)                | 21.3 (70.3)                | 24.8 (76.6)                | 26.3 (79.3)                | 26.0 (78.8)                | 25.1 (77.2)                | 24.6 (76.3)                | 24.1 (75.4)                | 22.9 (73.2)                | 20.8 (69.4)                | 19.2 (66.6)                | 22.7 (72.9)                |
| الهطول مم (إنش)                   | 33.0 (1.30)                | 13.0 (0.51)                | 15.0 (0.59)                | 32.0 (1.26)                | 55.0 (2.17)                | 43.0 (1.69)                | 55.0 (2.17)                | 105.0 (4.13)               | 126.0 (4.96)               | 165.0 (6.50)               | 182.0 (7.17)               | 115.0 (4.53)               | 939 (37.0)                 |
| المصدر: CRIDA,                    |                            |                            |                            |                            |                            |                            |                            |                            |                            |                            |                            |                            |                            |

## أعلام
- ماهاراجابورام سيثارامان كريشنان
- أشوك
- كاليا كولوثوغان
- آر موثورامان
- رافي فارمان